# Scinax tymbamirim
Espèce
Scinax tymbamirim est une espèce d'amphibiens de la famille des Hylidae.

## Répartition
Cette espèce est endémique du Brésil. Elle se rencontre jusqu'à 1 000 m d'altitude du Sud de l'État de Rio de Janeiro au Rio Grande do Sul.

## Publication originale
- Nunes, Kwet & Pombal, 2012 : Taxonomic revision of the Scinax alter species complex (Anura: Hylidae). Copeia, vol. 2012, no 3, p. 554-569.